# Gesellschaft der Orgelfreunde
Die Gesellschaft der Orgelfreunde e. V. (GdO) ist eine internationale Vereinigung, die sich laut Satzung der Pflege, Ausbreitung und Vertiefung der Bemühungen um das Orgelwesen sowie der Mitarbeit am kulturellen Orgelleben widmet.

## Geschichte und Zielsetzung

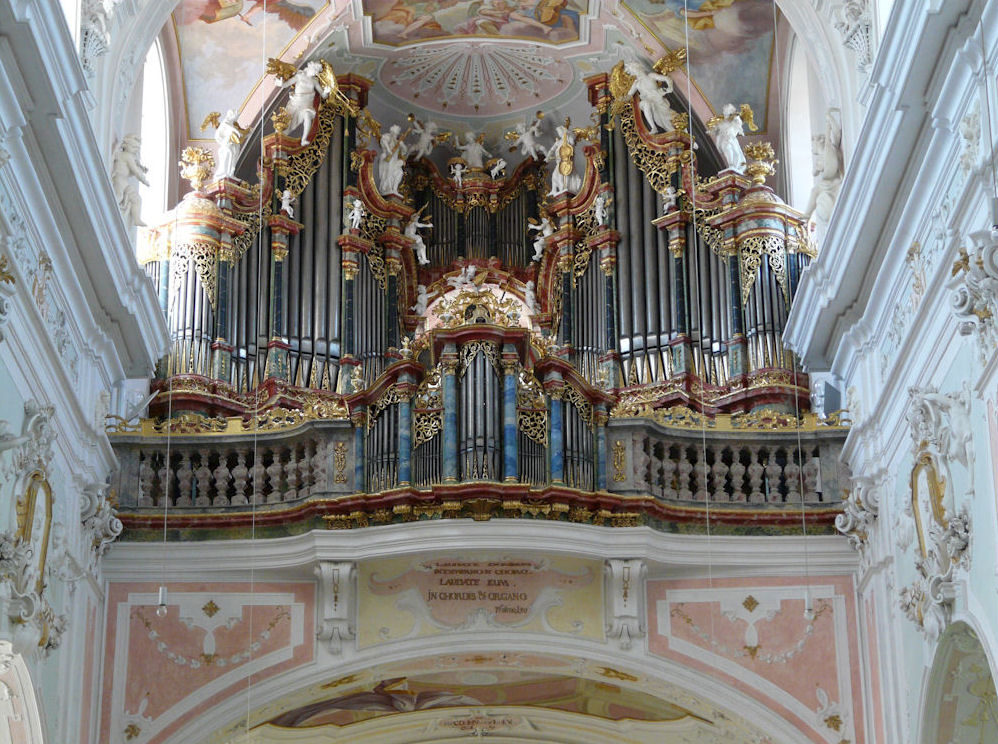
Gabler-Orgel in St. Georg, Ochsenhausen

Eine ab 1938 geplante „Oberschwäbische Orgeltagung“ konnte aufgrund des Zweiten Weltkriegs nicht stattfinden und wurde vom 30. Juli bis 4. August 1951 in Ochsenhausen durchgeführt. 420 Teilnehmer verteilten sich auf die Arbeitsgruppe „Orgel“ unter Leitung von Walter Supper, darunter ein Dutzend Teilnehmer aus dem Ausland, und die Arbeitsgruppe „Singen und Musizieren“ unter Leitung von Adolf Kendel. Der Antrag von Karl Bormann vom 4. August 1951, eine Gesellschaft der Orgelfreunde zu gründen, wurde einstimmig beschlossen. Die Anfangsjahre der Gesellschaft waren von der Orgelbewegung und der Hinwendung zur mechanischen Schleiflade geprägt. Die folgenden Tagungen, Symposien, Studienreisen und Veröffentlichungen spiegelten die weiteren Entwicklungen im Orgelbau wider und stimulierten diese. So wandten sich Helmut Winter 1964 in Mainz gegen die Annahme niedriger Winddrücke im norddeutschen Orgelbau und Gerhard Schmid 1968 in Hannover gegen das Verbot der Kulpung von Pfeifenfüßen. Wolfgang Adelung setzte sich 1974 in Oldenburg für die Orgeln des 19. Jahrhunderts und ihre Denkmalwürdigkeit ein. Thema der Tagung von 1993 in Berlin war die Pneumatik. 1998 folgte die Gründung des Arbeitskreises Harmonium, was zu einer Aufwertung des Instruments führte.
Heute hat die Gesellschaft etwa 5000 Mitglieder weltweit. Sie stammen aus allen Altersgruppen und umfassen Organisten, Orgelbauer, Orgelsachverständige, Musiklehrer, Musiker, Theologen und generell Freunde des Instruments Orgel. Die Mitglieder interessieren und engagieren sich für Themen rund um die Orgel.
In ihren Publikationen befasst sich die GdO mit den Fragen des Orgelbaus, der Orgelmusik, der Orgelbaugeschichte und der Denkmalpflege.
Vor allem die seit 1952 erscheinende Zeitschrift Ars Organi und die seit 1968 erscheinenden Acta Organologica sind wichtige musikwissenschaftliche Zeitschriften mit internationalem Ansehen.
Der Hauptausschuss wird von Organisten, Organologen, Orgelbauern, Musikwissenschaftlern, Vertretern der Orgeldenkmalpflege und der Kirchen sowie Laien gebildet. Die Leitung obliegt dem Präsidium. Seit dem 1. Mai 2023 ist Christoph Bogon Präsident der Gesellschaft, Vizepräsidenten sind Matthias Wirth und Christiane Strucken-Paland.

## Arbeitskreise

### Arbeitskreis Hausorgel
Der Arbeitskreis Hausorgel ist ein Arbeitskreis innerhalb der GdO, der sich dem Themenkreis um die Hausorgel widmet und dafür ab 1991 Mitteilungen aus dem Arbeitskreis Hausorgel, später die Zeitschrift Die Hausorgel herausgibt. Relevant ist dieser Kreis für Mitglieder, die entweder eine Hausorgel besitzen oder sich selbst ein derartiges Instrument gebaut haben oder bauen wollen. Für Selbstbauer steht ein Forum zur Verfügung, das dem Erfahrungsaustausch und der gegenseitigen Hilfe dient und somit viele Fragen rund um das Thema Orgelbau beantwortet. Eine Materialbörse ist ebenfalls vorhanden. Gründungsmitglied der GdO, Karl Bormann, rief in der GdO Zeitschrift Ars Organi, im Heft 24 von 1964 Heft zu einem Zusammenschluss auf. Nach wechselvoller Geschichte wurde der Arbeitskreis 1987 neu belebt und hat heute etwa 370 Mitglieder. Die zahlreichen Aktivitäten werden von den Mitgliedern gerne genutzt.

### Arbeitskreis Harmonium
Der Arbeitskreis Harmonium mit derzeit etwa 170 Mitgliedern wurde 1998 gegründet mit dem Ziel, auf die besonderen Eigenheiten des Harmoniums zu verweisen und über das Spiel und die Einsatzmöglichkeiten zu informieren. Neben den Jahresheften des Arbeitskreises sind auch zahlreiche andere Veröffentlichungen online abrufbar.

## Internationale Orgeltagungen
Die Internationalen Orgeltagungen finden jährlich Ende Juli / Anfang August statt:

### Auswahl früherer Tagungen
- 1989: Freiburg
- 1990: Wien (A)
- 1991: Hildesheim
- 1992: Utrecht (NL)
- 1993: Berlin
- 1994: Bremen
- 1995: Weimar
- 1996: Sheffield (GB)
- 1997: Würzburg
- 1998: Trier
- 1999: Göteborg (S)
- 2000: Freiberg
- 2001: Metz (F)
- 2002: Luzern (CH)
- 2003: Bochum
- 2004: Budapest (H)
- 2005: Maastricht (NL)
- 2006: Güstrow
- 2007: Graz (AT)
- 2008: Konstanz
- 2009: Prag (CZ)
- 2010: Münster
- 2011: ’s-Hertogenbosch (NL)
- 2012: Karlsruhe
- 2013: Köln
- 2014: Bergamo (I)
- 2015: Dresden
- 2016: Zwolle (NL)
- 2017: Kassel
- 2018: Danzig (PL)
- 2019: Hamburg
- 2022: Augsburg
- 2023: Antwerpen (B)
- 2024: Wien (AT)
- 2025: Magdeburg

### Bevorstehende Tagungen
- 2026: Paris (F)
- 2027: Berlin

## Vorstandsmitglieder
Im Vorstand der Gesellschaft der Orgelfreunde engagierten bzw. engagieren sich zahlreiche namhafte Persönlichkeiten.

### 1. Vorsitzende bzw. Präsidenten
- 1952–1972 Walter Supper
- 1973–1983 Wolfgang Adelung
- 1983–1998 Alfred Reichling
- 1998–2013 Wolfgang Baumgratz
- 2013–2023 Matthias Schneider
- seit 2023 Christoph Bogon

### 2. Vorsitzende bzw. Vizepräsidenten
- 1952–1972 Hans Böhringer
- 1973–1983 Alfred Reichling
- 1983–1988 Reinhard Jaehn
- 1988–1989 Karl Hermann Koch
- 1990–1997 Wolfgang Baumgratz
- 1998–2008 Christoph Grohmann
- 2008–2013 Matthias Schneider
- 2013–2018 Willi Frank
- 2003–2023 Bert Wisgerhof
- seit 2018 Matthias Wirth und
- seit 2023 Christiane Strucken-Paland

### Schriftführer
- 1957–1967 Rudolf Quoika
- 1967–1972 Alfred Reichling
- 1973–1988 Hermann Josef Busch
- 1988–1997 Christoph Grohmann
- 1998–2003 Wolfram Hackel
- 2003–2008 Jiří Kocourek
- 2008–2013 Michael Gerhard Kaufmann
- 2013–2017 Markus T. Funck
- 2017–2023 Franz Körndle
- seit 2023 Daniel Vanden Broecke

### Schatzmeister
- 1957–1972 Wolfgang Adelung
- 1973–1983 Günter Seggermann
- 1983–1988 Karl Hermann Koch
- 1988–2023 Roland Behrens
- seit 2023 Christian Michel

## Periodische Schriften
- Ars Organi (viermal jährlich), ISSN 0004-2919
- Orgelspiegel (Beilage zu Ars Organi), ohne ISSN, ZDB-ID 123395-6
- Acta Organologica, ISSN 0567-7874
- Die Hausorgel, ohne ISSN, ZDB-ID 2090954-8